# Formosaserov
Formosaserov (Capricornis swinhoei) är ett getdjur som förekommer endemiskt på Taiwan (tidigare Formosa). Artepitet i det vetenskapliga namnet hedrar den brittiska zoologen Robert Swinhoe (1836-1877).

## Utseende
Med sin bruna pälsfärg påminner arten mer om en goral än om andra arter i släktet Capricornis, som har en blåaktig päls. Vid halsen och hakan finns en ljusbrun till vit fläck. Djuret saknar även manen kring halsen som är typisk för serover. Något bakåtböjda 15 till 25 cm långa horn finns hos båda kön. Nära roten är hornen räfflade.
Kroppslängden (huvud och bål) är 80 till 115 cm, svanslängden 7 till 12 cm och mankhöjden varierar mellan 50 och 60 cm. Vuxna individer väger vanligen 17 till 25 kg och ibland 30 kg.

## Utbredning och habitat
Formosaserov vistas bara på Taiwan. Den iakttas vanligen i bergstrakter vid 1 000 meter över havet men den finns även i dalgångar vid 50 meter över havet samt på 3 900 meter höga bergstoppar. Habitatet varierar därför från tropiska regnskogar i låglandet över barrskogar till bergsängar. Arten uppsöker vanligen klippiga områden där den hittar skydd mot fiender.

## Ekologi
Denna serov är vanligen aktiv vid skymningen och gryningen men kan vara nattaktiv nära människans boplatser. Den har bra förmåga att klättra på klippor och även i träd. Dessutom kan den hoppa två meter högt.
Djurets sociala beteende är nästan helt outrett. Seroven markerar träd och stenar med körtelvätska och därför antas att varje individ har ett revir. Födan utgörs av gräs, blad och unga växtskott.
Parningen sker vanligen mellan september och november och efter cirka sju månaders dräktighet (210 dagar) föds i allmänhet ett ungdjur. Nyfödda ungar kan efter några timmar följa sin moder på egna ben. Efter ungefär en månad går ungen till fast föda. Honor blir könsmogna tidigast efter 16 månader.

## Status och hot
Trädleoparden dödar ibland individer men annars har arten inga naturliga fiender.
Formosaserov jagades tidigare av Taiwans ursprungsbefolkning för köttets skull men på grund av ändrade matvanor dödas numera bara ett fåtal individer. Köttet serveras idag vanligen under festligheter eller för gäster. Andra potentiella hot är parasiter samt störningar av turister som besöker bergstrakterna. Arten är enligt IUCN inte sällsynt och listas som livskraftig (LC).